# 圣十字堂 (加的斯)

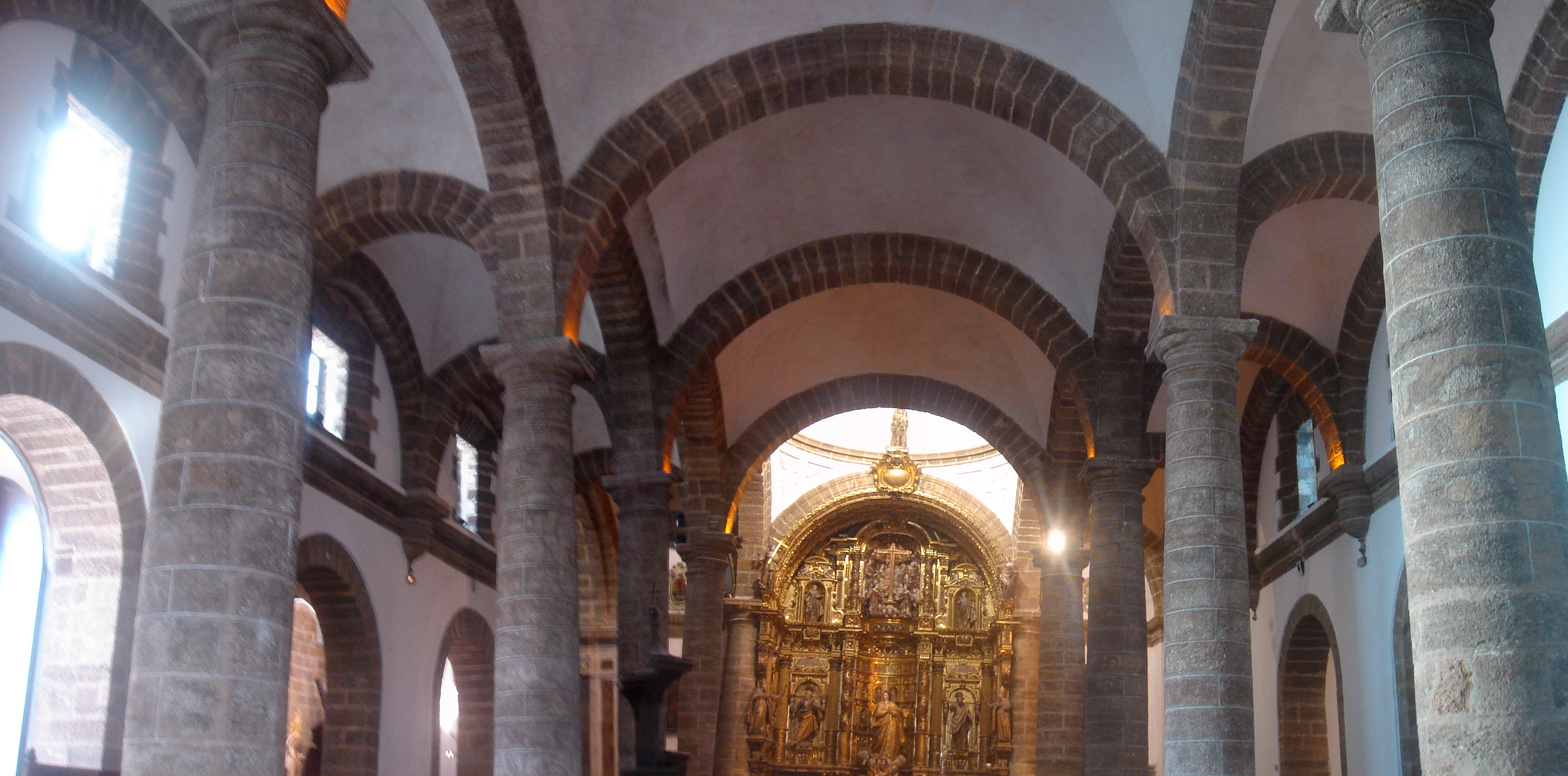

圣十字堂（西班牙語：Iglesia de Santa Cruz）即加的斯旧主教座堂（西班牙語：Catedral Vieja de Cádiz）是一座罗马天主教堂区教堂，位于西班牙安达卢西亚加的斯，建于1262-1263年，在17 世纪以风格主义和巴洛克风格重建。该堂原是教区的主教座堂，1838年才迁址新主教座堂，此后该堂改为堂区教堂。

## 历史
13世纪的旧堂由阿方索十世下令建于1262-1263年，哥特式风格，位于阿拉伯清真寺废墟上，作为自己的安葬之处。然而，当他去世时，被安葬在塞维利亚。1596年，由诺丁汉伯爵查尔斯·霍华德和第二代埃塞克斯伯爵羅伯特·德弗羅率领的英国海军，攻占加的斯，该堂在这时被烧，几乎全毁。
17世纪，该堂重建，一直存在至今。1597年，该堂开始重建，委托给教区的金斯·马丁·德·阿兰达（Ginés Martín de Aranda）神父和军事工程师克里斯托弗·德·罗哈斯（Cristóbal de Rojas）。1602年6月15日竣工祝圣。17 世纪的教堂为风格主义和巴洛克风格。

## 建筑

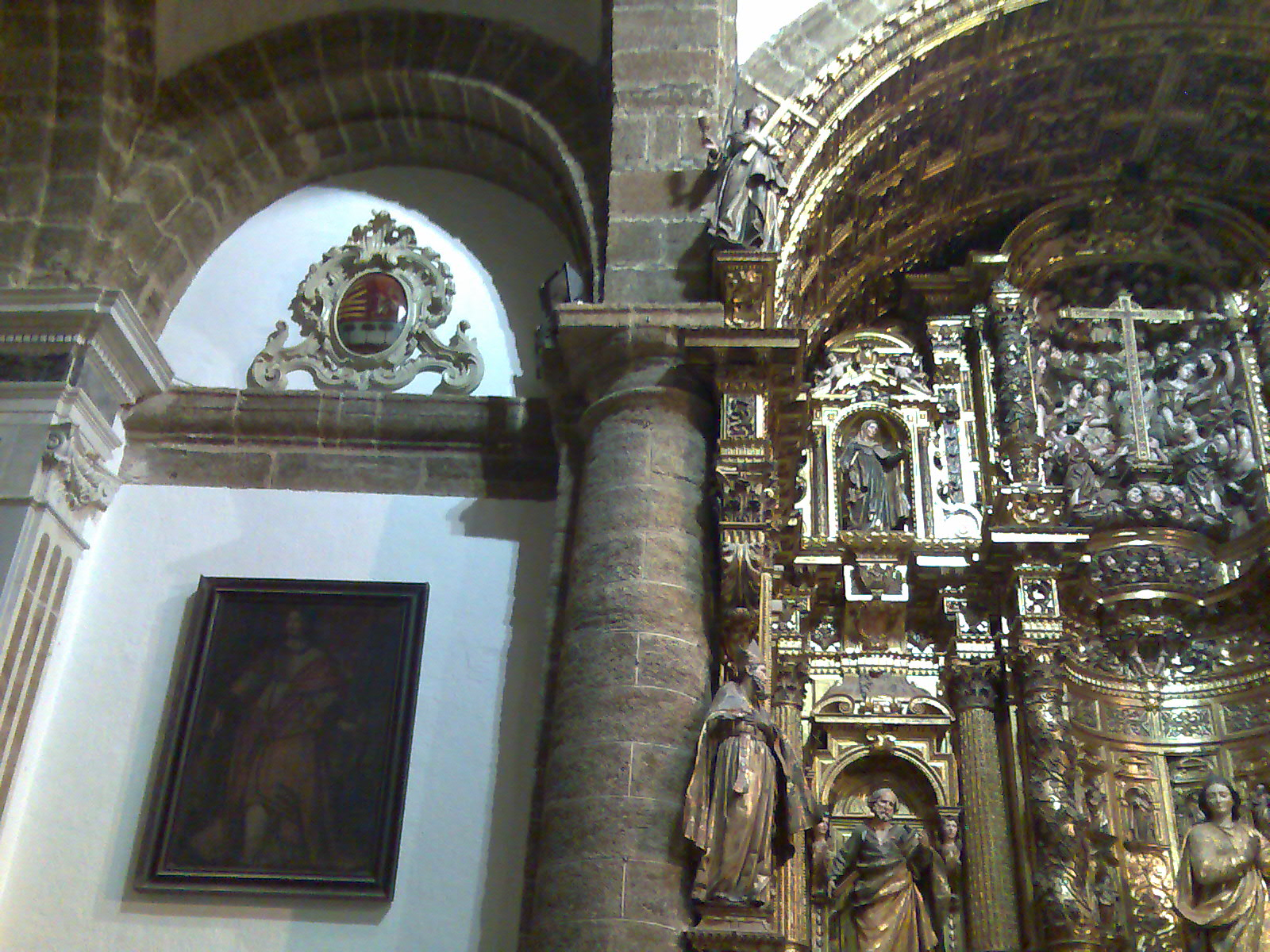
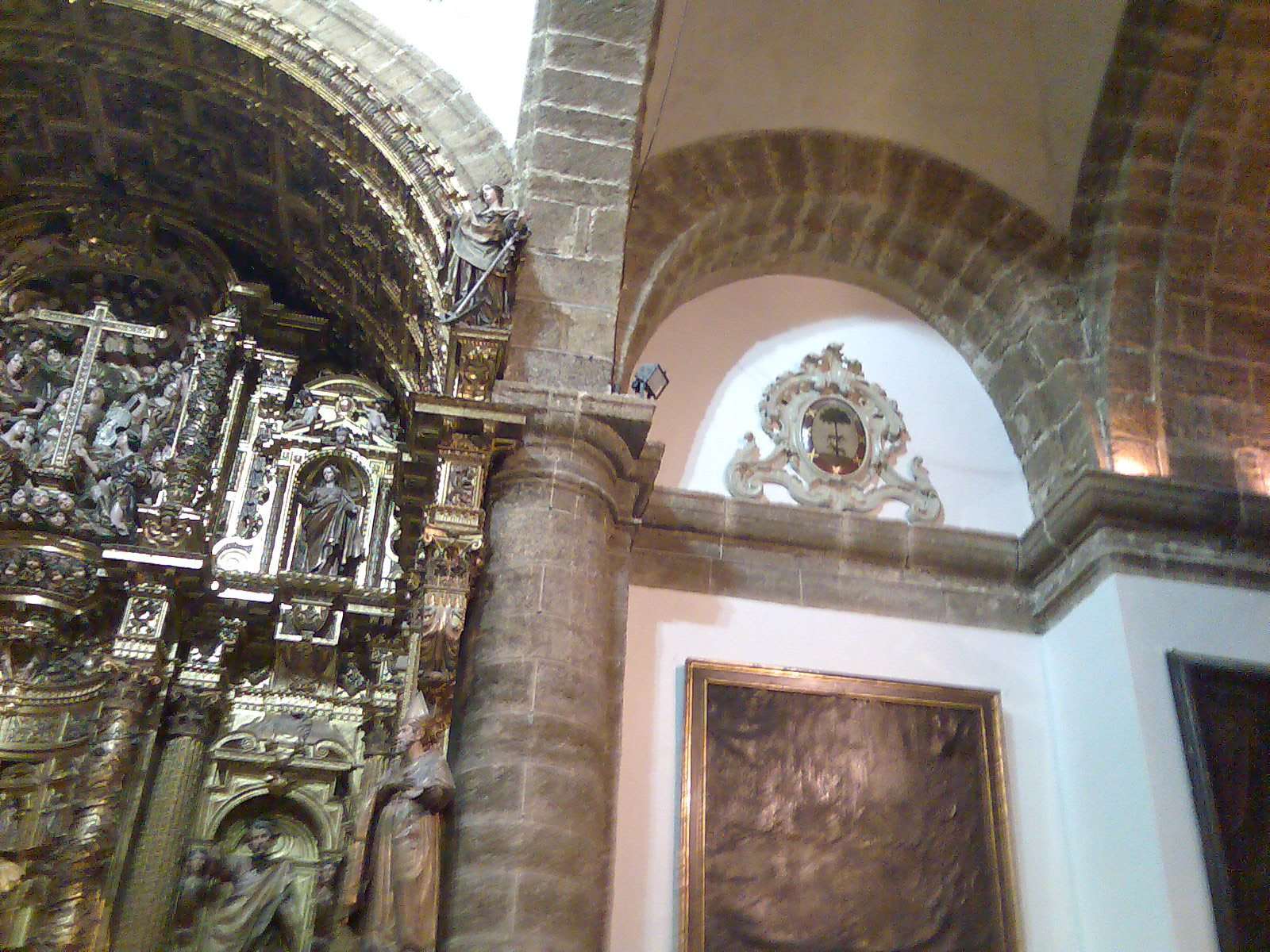

该堂为矩形平面，半球形圆顶，有三个中殿，由托斯卡纳柱和半圆形拱门隔开。屋顶的外部覆盖各种颜色的彩色瓷砖。钟楼建于十五世纪，与教堂的其他部分分开，尖顶覆盖彩色瓷砖。

## 艺术品

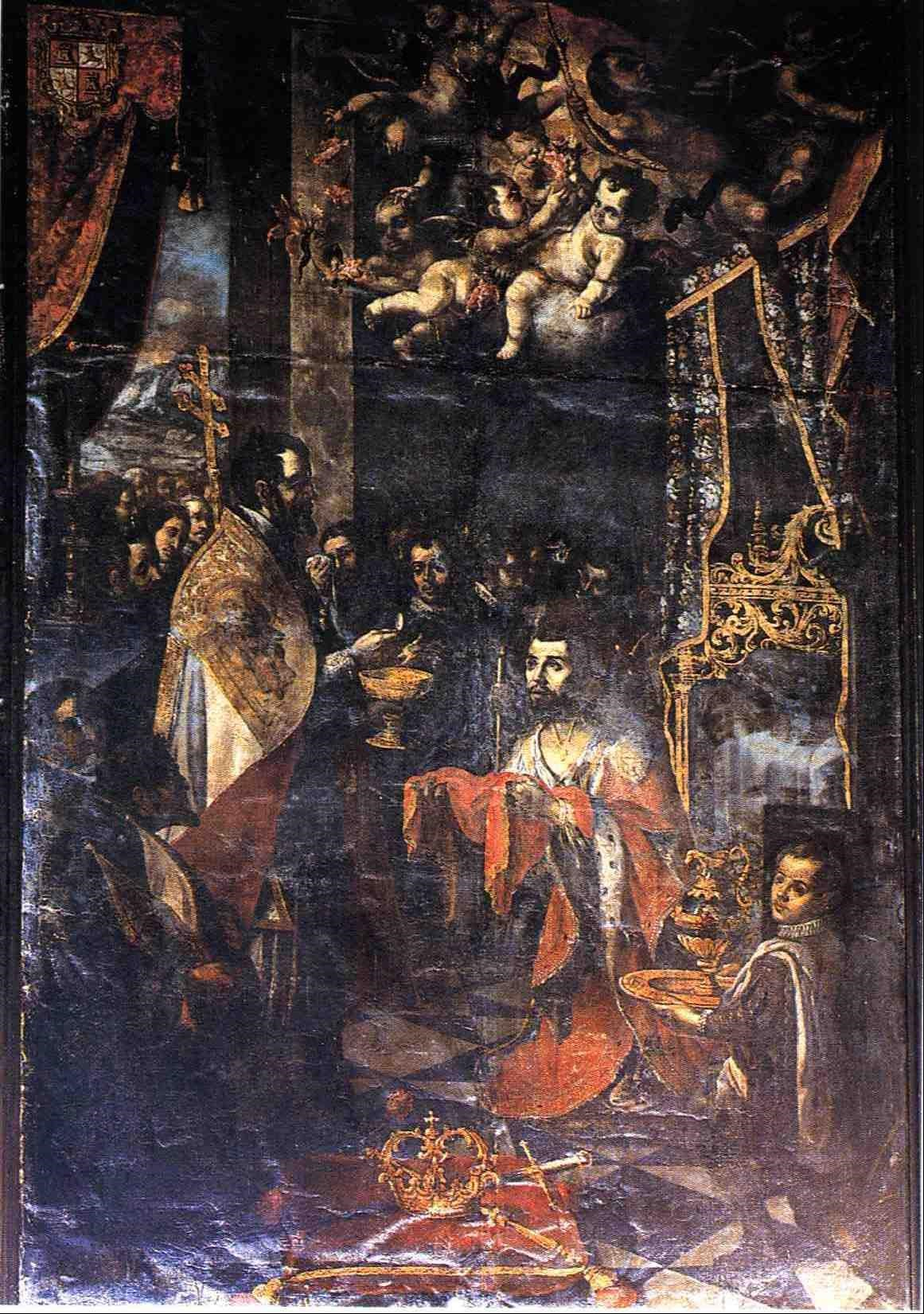
“圣斐迪南的最后一次领圣体”，安东尼奥·伊达尔戈，1683年

17世纪下半叶，随着人口的增长和城市的繁荣，圣十字堂变得更加繁荣。